# Wolf-Jochen Schulte-Hillen
Wolf-Jochen Schulte-Hillen (ur. 2 maja 1944) – niemiecki przedsiębiorca, w młodości lekkoatleta, średniodystansowiec. W czasie swojej kariery startował w barwach Republiki Federalnej Niemiec.
Wystąpił w biegu na 1500 metrów na mistrzostwach Europy w 1966 w Budapeszcie, ale odpadł w eliminacjach.
Na europejskich igrzyskach halowych w 1967 w Pradze zwyciężył w sztafecie 3 × 1000 metrów (w składzie: Klaus Prenner, Schulte-Hillen i Franz-Josef Kemper) oraz zajął 4. miejsce w biegu na 1500 metrów.
17 lipca 1966 w Münsterze ustanowił nieoficjalny rekord świata w sztafecie 3 × 1000 metrów (w składzie: Kemper, Schulte-Hillen i Harald Norpoth) czasem 7:01,2. Do tej pory jest to rekord Niemiec (konkurencja ta nie jest obecnie rozgrywana).
Schulte-Hillen był wicemistrzem RFN w biegu na 1500 metrów w 1966, mistrzem w sztafecie 3 × 1000 metrów w 1966 i 1968, a także drużynowym mistrzem w biegu przełajowym na krótkim dystansie w 1966 i 1968. W hali był mistrzem RFN w sztafecie 3 × 1000 metrów w latach 1965–1968 oraz wicemistrzem w biegu na 1500 metrów w 1964.
Studiował prawo i ekonomię na Uniwersytecie Hamburskim i Westfalskim Uniwersytecie Wilhelma w Münsterze. W 1973 założył firmę SHSelection, która początkowo zajmowała się sprzedażą detaliczną odzieży sportowej, a od 1996 jest firmą doradczą w zakresie strategii handlu detalicznego.